# Weinlandradweg

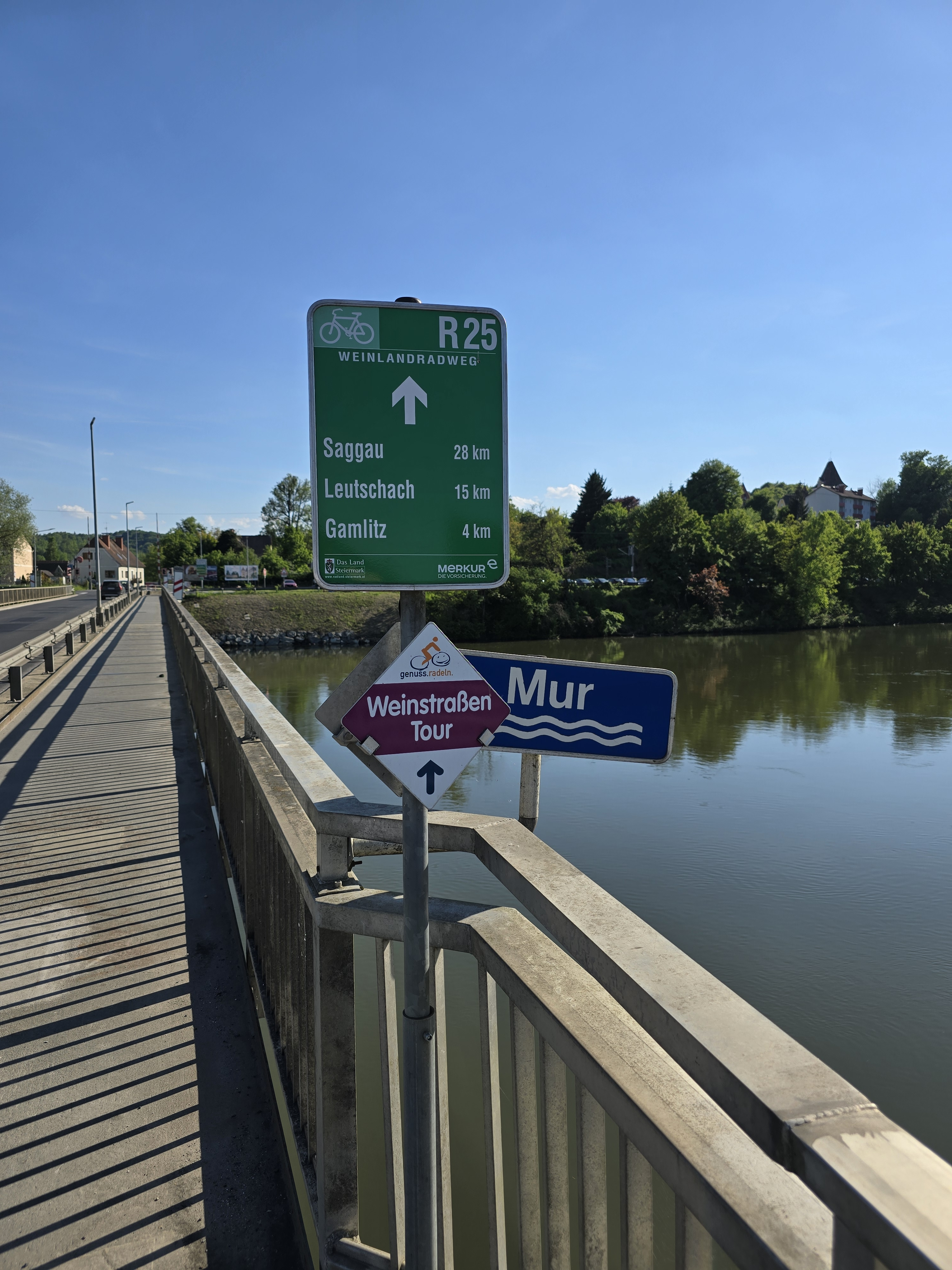
Beginn des Weinlandradwegs an der Murbrücke bei Ehrenhausen

Der Weinlandradweg R25 ist ein 28 km langer Radweg in der Südsteiermark. Er beginnt am Murradweg und führt durch die südsteirischen Weinberge. Dabei sind insgesamt rund 900 Höhenmeter zu überwinden.

## Verlauf
Der Weinlandradweg beginnt direkt bei der Murbrücke der B69 in Ehrenhausen, wo er vom Murradweg R2 abzweigt. Die ersten Kilometer läuft er auf einem eigenen Fahrstreifen direkt entlang der B69, bevor er nach Gamlitz von dieser abzweigt. Danach geht es auf kleinen Nebenstraßen immer bergauf entlang zahlreicher Weingärten und Buschenschanken. Hier finden sich auch etliche schöne Aussichten weit ins Land.